# فرودگاه واگابوند آرمی
فرودگاه واگابوند آرمی (به انگلیسی: Vagabond Army Airfield) یک فرودگاه مسافربری است که یک باند فرود آسفالت دارد و طول باند آن ۴۸۸ متر است. این فرودگاه در کشور ایالات متحده آمریکا قرار دارد و در ارتفاع ۴۱۸ متری از سطح دریا واقع شده است.